# Ptychotricos elongata
Ptychotricos elongata là một loài bướm đêm thuộc phân họ Arctiinae, họ Erebidae.